# Lý Soạn
Lý Soạn (tiếng Trung: 李譔; bính âm: Li Zhuan; ? - ?), tự Khâm Trọng (欽仲), là quan viên nhà Quý Hán thời Tam Quốc trong lịch sử Trung Quốc.

## Cuộc đời
Lý Soạn quê ở huyện Phù, quận Tử Đồng, Ích Châu., là con trai của học giả Lý Nhân. Cuối thời Đông Hán, Lý Nhân cùng Doãn Mặc đi đến Kinh Châu, theo học Tư Mã Đức Tháo, Tống Trọng Tử.
Từ nhỏ, Lý Soạn đã được cha chỉ dạy, lại theo bạn học của cha Doãn Mặc học nghĩa. Soạn giỏi biện luận lý lẽ, am hiểu Ngũ kinh, Chư tử; lại đối với số học, bói toán, y dược, cung nỏ, cơ quan,..., đều có nghiên cứu.
Thời trẻ, Lý Soạn được bổ nhiệm làm châu thư tá, rồi vào triều làm thượng thư lệnh sử.
Năm 238, hoàng tử Lưu Tuyền được lập làm thái tử. Lý Soạn được bổ nhiệm làm thái tử thứ tử, sau đó thăng chức thái tử phó. Sau Soạn được bổ nhiệm chức trung tán đại phu, hữu trung lang tướng, vẫn phụ trách giáo dục thái tử. Thái tử Tuyền rất thích sự đa tài của Soạn.
Lý Soạn từng chú thích Kinh dịch, Thượng thư, Mao thi, Tam lễ, Tả thị truyện, Thái huyền chỉ quy,... Soạn chú theo phong cách của Giả Quỳ, Mã Dung, không theo lối của Trịnh Huyền, nhưng lại giống với Vương Túc.
Lý Soạn dù đa tài đa nghệ, nhưng hành vi ngả ngớn, thích chế nhạo người khác, vì thế không được người đương thời coi trọng lẫn tôn trọng, mất trong năm Cảnh Diệu (258 - 263).

## Gia đình
- Cha:
  - Lý Nhân (李仁), tự Đức Hiền (德賢), học trò của Tư Mã Huy, Tống Trung.[2]

## Nhận xét
Trần Thọ nhận xét:: Hứa, Mạnh, Lai, Lý thấy nhiều biết rộng, Doãn Mặc tinh thông Tả thị, tuy không lấy đức, nghiệp nổi danh, nhưng cũng là một đời học sĩ.

## Trong văn hóa
Trong tiểu thuyết Tam quốc diễn nghĩa, Lý Soạn xuất hiện ở hồi 91. Khi Thừa tướng Gia Cát Lượng xuất quân bắc phạt, Lý Soạn được bổ nhiệm làm bác sĩ, lưu lại hậu phương.